# سياسة تصدير الثورة الإسلامية
سياسة تصدير الثورة الإسلامية (بالفارسية: سیاست صدور انقلاب اسلامی) هي استراتيجية مُتبعة في السياسة الخارجية الإيرانية تؤمن بتصدير تعاليم الثورة الإيرانية عام 1979 عبر نشر التشيع والجماعات المسلحة الشيعية المدعومة إيرانيًا مثل حزب الله اللبناني وحزب الله البحريني وحزب الله الكويتي والحوثيين في اليمن وكتائب حزب الله والحشد الشعبي في العراق؛ لتحقيق مثيلاتها في الدول العربية والإسلامية كي تكون إيران زعيمة العالم الإسلامي. أعلن روح الله الخميني، مؤسس جمهورية إيران الإسلامية، هذه السياسة بشكل صريح وفي أوقات مختلفة. أحد الشعارات الأساسية للثورة الإسلامية الإيرانية هو تصدير الثورة. وبناءً على ذلك، فإن الغرض هو تصدير الثورة كثقافة وأيديولوجية ومنهج فكري ومعرفي. أدت سياسة تصدير الثورة الإيرانية للعديد من الحروب الطائفية أو ذات الجانب الطائفي ونشر الفوضي في الشرق الأوسط نتيجة سعي طهران لتثوير وتمكين الشيعة الموالين لها للسيطرة علي مقاليد الحكم، والإطاحة بالحكومات العربية السنية العلمانية في الدول العربية كحرب الخليج الأولي بين العراق وإيران عام 1980 حتي 1988م، والتمرد الشيعي في البحرين والحرب الأهلية السورية عام 2011 والحرب الأهلية اليمنية عام 2014 عقب سيطرة الحوثيين الزيدية علي حكم اليمن ذو الغالبية السنية.
يجادل الخميني في عمله بالحكومة الإسلامية بأنه يجب/لا بد من أن تدار الحكومة وفقًا للشريعة الإسلامية التقليدية (الشريعة الإسلامية)، وأن يحكمها فقيه إسلامي بارز يوفر «ولاية الفقيه» السياسية، نظرًا لأن الله لم يقرر هذا الشكل من الحكم لدولة إيران فقط، فلا يمكن حصره هناك. قال أيضًا بأن جهود توسيع الحكم الإسلامي لن تقتصر على التبشير أو الدعاية، بل ستتبع الجيوش «المنتصرة والغالبة» للمسلمين الأوائل الذين انطلقوا «من المسجد مباشرةً لخوض المعركة» الذين «يهابون الله فقط»، باتباعهم الأمر القرآني: «وَأَعِدُّواْ لَهُم مَّا اسْتَطَعْتُم مِّن قُوَّةٍ وَمِن رِّبَاطِ الْخَيْلِ». أكد الخميني أنه «في حال ظهر شكل الحكومة بإرادة الإسلام، فلن تتمكن أي من الحكومات الموجودة الآن في العالم من مقاومته؛ إذ أنهم سيستسلمون جميعًا».

## الأصول
من بين تصريحات الخميني بضرورة تصدير الثورة الإسلامية إلى الخارج بث مباشر في 15 أكتوبر عام 1981 عندما أفادت إذاعة طهران «بإعدام 20 منشقًا آخر»:
«لقد اقتربنا من الصفر في دعايتنا في الخارج. يجب أن نقوم بزيارات غير رسمية إلى جانب الزيارات الأخرى الرسمية. إذا أردنا تصدير هذه الثورة، يجب أن نفعل شيئًا حقيقيًا حتى يتمكن الناس من السيطرة على الحكومة بأيديهم، إلى أن يصل أفراد الطبقة الثالثة المزعومة إلى السلطة».
في فكر روح الله الخميني، مؤسس جمهورية إيران الإسلامية، مع تطوير مسؤوليات النظام الإسلامي، فإنه يرى أن تحديد الغرض من إنشاء مثل هذا النظام يقوم على ثلاثة مستويات: الوطني والإقليمي (الإسلامي) والعالمي. لذلك، فإن نهجه الشامل تجاه النظام السياسي الإسلامي أثناء غياب الإمام المعصوم من الخطأ هو نظام منفتح وعالمي. أي أنه يعتبر الجهد المبذول لتوسيع نفوذ الإسلام في العالم من مسؤولية الحكومة الإسلامية خارج الحدود الوطنية. ومن وجهة نظر الخميني، فإن السبيل إلى نجاح مثل هذا النهج الإسلامي العالمي هو إصدار ثورة من شأنها إنشاء حكومة إسلامية فعّالة. تُعتبر فكرة التصدير هي المثل الأعلى والمشترك لمعظم هذه الثورات، على الرغم من أن نوع مثل هذه الأعمال وطبيعتها تختلف من حيث الشكل. في فكر الخميني وحياته السياسية القائمة على المبادئ الدينية، يرى أن فكرة التصدير تمتاز بخصائصها الفريدة. في هذا النهج تجاه المثالية الواقعية، يُعتبر تصدير الثورة الإسلامية استراتيجية ذات شقين، فهي تقوم على مصالح الطرفين وتؤدي إلى السعي وراء المصالح الوطنية مع السعي مع النظر إلى المسؤوليات الأخرى خارج حدود الوطن. تتمثل خلفيات وأصول نظرية تصدير الثورة الإسلامية حسب كتابات الخميني في:
1. عالمية الإسلام: حسب القرآن والنبي محمد، الإسلام دين عالمي وعامة.
2. الإسلام هو دين الاعتدال: بحسب القرآن، فإن الغرض من إرسال الأنبياء هو إقامة العدل. ووفقًا لهذا المبدأ، لا يمكن أن تكون العدالة خاصة بمنطقة معينة أو أن تكون محددة ومقصودة فقط لشعب وأمة بعينهما.
3. المهدوية وفكرة حكومة عالمية شيعية: إحدى السمات الأساسية للفكر السياسي الشيعي هي قضية انتظار حكومة المهدي العالمية (الإمام الثاني عشر للشيعة الاثني عشرية) والتي تحكم العدالة في جميع أنحاء العالم. ويُعتبر الأمل الموعود بإقامة نظام عالمي عادل بين الشيعة دفاعي بطبيعته ويمكن أن يكون هدفًا حقيقيًا. لذلك من الطبيعي أن يسعى الشيعة إلى تطبيق حكومة المهدي العالمية. عندما انتصرت الثورة الإسلامية الإيرانية، تحققت الرغبة في العدالة بطريقة ما، ومن وجهة نظر بعض مفكري الثورة الإسلامية الإيرانية، يمكن أن تكون هذه مجرد بداية لثورة المهدي العالمية.
4. دعم الدول المحرومة والمظلومة: يُعتبر دعم الدول المحرومة والمضطهدة، الذي كان وما يزال أحد الأهداف العابرة للحدود لسياسة إيران الخارجية، متجذرًا في التعاليم الدينية للإسلام والقرآن. يقول الخميني في هذا الصدد: «الإسلام جاء لإنقاذ المظلومين».[29]
5. تصدير الثورة في الدستور: في العديد من مبادئ دستور جمهورية إيران الإسلامية، تم ذكر تصدير الثورة الإسلامية كأحد أهداف الثورة الإسلامية. على سبيل المثال، تنص المادة 154 من الدستور على حماية الدول المحرومة والمضطهدة: «تعتبر جمهورية إيران الإسلامية أن النعيم الإنساني هو المثل الأعلى لكل المجتمع البشري، وتعترف بالاستقلال والحرية وسيادة القانون والعدالة كحقوق لجميع شعوب العالم. لذلك، بينما تمتنع تمامًا عن التدخل في الشؤون الداخلية للدول الأخرى، فإن إيران تؤيد النضال اليميني للمضطهدين ضد المتكبرين في كل مكان في العالم».
6. مبدأ «لا الشرق ولا الغرب»:[30] منذ البداية، فصلت الثورة الإسلامية الإيرانية نفسها عن الأنماط المشتركة ونجحت دون الاعتماد على الشرق أو الغرب، عن طريق سعيها إلى تقديم نمط جديد قائم على تعاليم الإسلام الخالص. تجلى هذا المبدأ الهام في تعبير المرشد الأعلى للثورة روح الله الخميني كمرسوم خاص،[31] وبين الشعب كشعار «لا الشرق ولا الغرب، فقط الجمهورية الإسلامية».

## أنظر أيضًا
- الهلال الشيعي
- الثورة الإيرانية